# Banu Alkan
Banu Alkan (nombre real Liz Remka Rebronja; 1 de julio de 1958, Ragusa, Croacia) es una actriz y cantante turca. 

## Biografía
Liz Remka Rebronja nació en Ragusa, Croacia, el 1 de julio de 1958 (entonces Yugoslavia) como la quinta hija de un carpintero de origen Sanjak. En diciembre de 1966, emigró con su familia a Edremit, Balikesir. Posteriormente se mudaron a Estambul, estableciéndose en Kartal, donde pasó la mayor parte de su infancia.  
Comenzó a modelar en la adolescencia, se unió a la Agencia de Modelaje Aydan Adan-Füsun Özben y participó en algunos comerciales. A los 17 años, se casó con Gürbüz Hanif. Esta relación, que duró casi 20 años, terminó con la muerte de Hanif poco después de ser diagnosticado con cáncer.

## Carrera
Alkan es conocida por su participación en las películas Mavi yolculuk (1986), Bu ikiliye dikkat (1985) y Arzu (1985). Es descrita como un "ícono de la cultura pop de los 80 en Turquía" Su primera aparición en el cine fue en la película de 1976 Taksi Şoförü (Taxi Driver) dirigida por Şerif Gören.

## Filmografía
Películas
- İsyan (1975)
- Taksi Şoförü (1976)
- Akrep Yuvası (1977)
- Vurun Beni Öldürün (1980)
- Ağla Gözlerim (1981)
- Günah Defteri (1981)
- Ben De Özledim (1981)
- Nikah Masası (1982)
- Aşkların En Güzeli (1982)
- İlişki (1983)
- Bataklıkta Bir Gül (1983)
- Gecelerin Kadını (1983)
- Kadınca (1984)
- Sokaktan Gelen Kadın (1984)
- Kızgın Güneş (1984)
- Katiller De Ağlar (1985)
- Arzu (1985)
- Bu İkiliye Dikkat (1985)
- Sarı Bela (1985)
- Mavi Yolculuk (1986)
- Seviyorum (1986)
- Afrodit (1987)
- Güneşten De Sıcak / Sarı Güneş (1987)
- Yaşamak (1988)
- Vahşi Ve Güzel (1989)
- Afrodit (2010) Cortometraje

Televisión
- Arkadaşım Hoşgeldin Sezon Finali (2014)
- Afrodit Banu Alkanın Hayatı documental parte 1 (2000)
- Afrodit Banu Alkanın Hayatı documental parte 2 (2000)
- Yeşilçam 100.yıla Özel Banu Alkan documental de CNN Türk (2014)
- Güzellik Yarışması  ( 1976 ) concursante
- Şahane Pazar (1999) concursante
- Şahane Pazar (2000) concursante
- Uygur Kardeşler  ( 2000 ) concursante
- Renkli Dünyalar  (2000)- (serie)
- Tuzu Kurular (2001) - (serie)
- Çarkıfelek (2000) concursante
- Ünlüler çiftliği ( 2004 ) concursante
- Sabah Yıldızları BBG ( 2005) concursante
- Kızma Birader (2005) - (serie)
- Çarkıfelek (2010) Yarışmacı
- Kadınlar ve Erkekler ( 2010 ) Jurado
- Güzellik Yarışması( 2010 ) Jurado
- Bu Tarz Benim (2014) Jurado
- Yeşilçam 100.yıla Özel Banu Alkan documental de CNN Türk  (2014)
- Bu Tarz Benim Tv8 (2016) Jurado
- İşte Benim Stilim Tv8 (2017)
- Dünya Güzellerim (2017)

Anuncios
Kom (1978)
Lüks ( 1979)
İxsir (2000)
Neremey Neremi Parfüm (2000)
Poli (2000)
Atek Lift Makina  (2011)
Nestle (2014)
Performans (2015)

## Premios
- Premio La mujer más bella en el cine turco 2014.[3]
- Ceremonia de entrega de premios de la Asociación de Solidaridad Cultural Mersin 2015 - Yeşilçam 100. Premio honor[4]
- 2015 Mersin Culture Solidarity Association: premio de honor rostro más bello del cine turco
- Premios Golden Palm - La mujer más bella del cine turco 2016
- Premios Golden Palm - Premio Honorario del 100 Aniversario de Yeşilçam[5]